# Amore e odio
Amore e odio è il settimo album della Banda Bassotti. Una delle canzoni più conosciute di questo album è Damigella della notte.

## Tracce
1. Juri Gagarin – 3:43 (A. Conti)
2. Amore e odio – 3:33 (A. Conti, D. Cacchione)
3. Partirò per Bologna – 3:58 (A. Conti)
4. Scelgo – 3:50 (F. Antonozzi, D. Cacchione)
5. La pantera – 3:03 (A. Conti)
6. La banda del cavò – 4:53 (A. Conti)
7. Quanta terra nelle mani – 2:58 (A. Conti, V. Mastandrea)
8. Festa si lucha también – 4:20 (F. Santarelli)
9. Ci sei? – 4:35 (A. Conti, D. Cacchione)
10. La mano del morto – 3:11 (A. Conti, D. Cacchione)
11. Damigella della notte – 3:11 (A. Conti)
12. Il paese dei balocchi – 4:11 (F. Santarelli)
13. La classe ouvrière – 4:10 (A. Conti)

### Damigella della notte
La canzone è altamente politicizzata, come molte altre loro canzoni e quindi si notano fortemente considerazioni politiche che si richiamano agli ideali dell'estrema sinistra, soprattutto una forte contestazione alla politica statunitense e alla NATO. Riguardo alla contestazione agli USA, si fanno richiami alla guerra del Vietnam e quindi alla politica belligerante della superpotenza; riguardo alla NATO, si critica l'uso di bombe all'uranio impoverito.

## Formazione
- Angelo "Sigaro" Conti - chitarra, voce
- Gian Paolo "Picchio" Picchiami - voce
- Fabio "Scopa" Santarelli - chitarra e cori
- Peppe - batteria
- Michele Frontino - basso
- Francesco "Sandokan" Antonozzi - trombone
- Stefano Cecchi - tromba
- Sandro Travarelli - tromba
- Maurizio Gregori - sax
- David Cacchione - manager
- Luca Fornasier- road manager - booking